# Sylwa

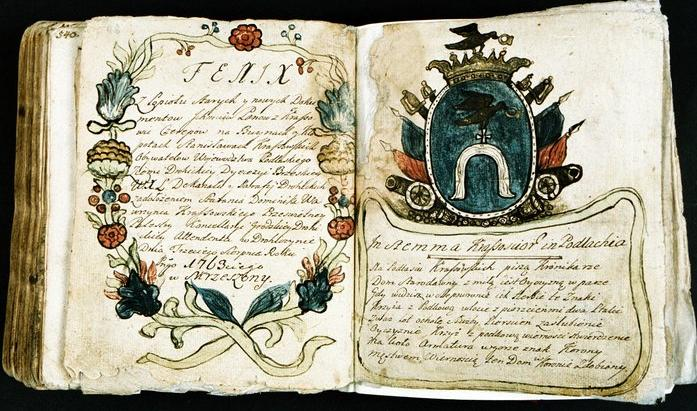
Silva Rerum rodu Krassowskich herbu Ślepowron z Ziemi Drohickiej na Podlasiu 1763

Sylwa (łac. silva rerum dosł. las rzeczy) – forma piśmiennictwa popularna wśród szlachty polskiej, wywodząca się m.in. ze zbioru Silvae rzymskiego poety Stacjusza, obejmująca niejednorodne formalnie teksty zapisywane „na gorąco” i wyróżniające się różnorodną tematyką.

## Charakterystyka gatunku
Sylwy przybierały postać dwoistą – były poetycko-filozoficznymi „wirydarzami”, „ogrodami”, „hortulusami”, czyli zbiorami, w których obok prozaicznych zapisków z życia codziennego autora rękopisu przeważały teksty o charakterze literackim bądź refleksyjnym. Sylwy były również zwane „Bibliami domowymi”, pośród wielu zapisków o charakterze informacyjnym (np. narodziny członków rodziny, śmierci, wydarzenia w okolicy, wyniki sejmów i spotkań samorządowych) znajdowały się również zapisy literackie. Sylwy były także zbiorami zasłyszanych dowcipów czy też przepisów kulinarnych. Mogą znaleźć się w niej nie tylko wspomnienia o ślubach czy narodzinach, ale także pamiątki, np. pukle włosów. Bardzo często umieszcza się również drzewo genealogiczne rodu (rodziny).
Sylwy cechuje różnorodna konstrukcja, zawarte są w nich elementy znane z roczników, kronik, dzienników i pamiętników. Służą dokumentacji, archiwizacji, zabezpieczeniu pamięci. Pisane również w celach rozrywkowych i towarzyskich.
Dzięki sylwom zachowały się wiersze m.in. Daniela Naborowskiego i Jana Andrzeja Morsztyna.

## Główne właściwości sylw
- Varietas, na którą składają się:
  - wielość tekstów w jednym zbiorze[2]
  - różność ich treści, formy, rodzaju[2]
  - niewspółmierność w istotności tematyki[2]
- Uszeregowanie wszystkich tekstów w jednym planie, tworząc otwartą formę, gdzie koniec jest nieokreślony, a decyduje o nim mechaniczne przerwanie[2].
- Jedność nadawcy i biograficzny wymiar tekstu[3]
- Unifikacja twórcy i odbiorcy[4]

## Przykłady sylw
- Jakub Michałowski (1612–1663), Jakuba Michałowskiego, wojskiego lubelskiego, a późniéj kasztelana bieckiego, Księga pamiętnicza[5]
- Stefan Franciszek Medeksza, Stefana Franciszka z Prószcza Medekszy, sekretarza Jana Kazimierza, sędziego ziemskiego kowieńskiego, Księga pamiętnicza wydarzeń zaszłych na Litwie 1654-1668[6]
- Mikołaj Erazm Łoś[7].

## Sylwa współcześnie
Literatura sylwiczna bywa też pisana w okresie postmodernizmu. W praktyce oznacza wymieszanie gatunków literackich, zmienność poetyki i nastroju, stosowanie stylizacji i cytatów, dodatków graficznych.

Oznacza także pomieszanie tematów, brak dominującego wątku, splatanie się spraw ważnych i błahych. Sylwiczne wypowiedzi składają się z fragmentów niewspółmiernych, różnych stylowo, tworzących mozaikę tematów, zdarzeń, problemów. Cechy te są tożsame do założeń postmodernizmu, gdzie wszystko jest jednakowo ważne i niepotrzebne, a efekt końcowy dzieła często jest mieszaniną wielu stylów.
Polskimi przykładami tego typu twórczości są niektóre książki Tadeusza Konwickiego, np. Kalendarz i klepsydra, czy Dzienniki Edwarda Stachury. Ich wielowątkowość zahacza często o elementy autobiograficzne.
Do formy sylwy odnosi się również podcast Jana Konrada Kleina Audycja sylwiczna. 